# Lilit Hovhannisyan
Lilit Hovhannisyan (armeană: Լիլիթ Հովհաննիսյան; n. 7 decembrie 1987, Erevan) este o cântăreață armeană de muzică pop. A devenit cunoscută în 2006, odată cu participarea la primul sezon al emisiunii-concurs Hay Superstar, unde a ocupat locul 4. Primul album al artistei, Nran („Pentru el”), a fost lansat în 2011. Patru ani mai târziu a apărut „Im Tiknikn Es”, cel mai popular single al artistei, cu peste 57 de milioane de vizualizări pe YouTube. De-a lungul carierei, Lilit a câștigat numeroase premii, cel mai notabil dintre acestea fiind cel de „Cea mai bună cântăreață”, decernat în cadrul „2016 Pan Armenian Entertainment Awards” din Los Angeles, eveniment organizat de Global Arts International în colaborare cu PanArmenian Media Group.

## Biografie
Lilit Hovhannisyan s-a născut pe 7 decembrie 1987 în Erevan dintr-o mamă profesoară de armeană și un tată inginer. Lilit este absolventă a Conservatorului de Stat din Erevan, secțiunea Jazz–Voce. Din 2011 este căsătorită cu Vahram Petrosyan, compozitor și fostul ei mentor la Hay Superstar.

## Discografie

### Albume
| Titlu | Detalii                                       |
| ----- | --------------------------------------------- |
| Nran  | - Lansat։ 2011 - Format։ CD, digital download |

### Single-uri
- „Voch-Voch” (2011)
- „Nran” (2011)
- „Mayrik” (2011)
- „Im Srtin Asa” (2012)
- „Too-Too-Too” (2012)
- „Te Aghjik Lineir” (2012)
- „Es Em Horinel” (2012)
- „Requiem” (2013)
- „Qez Mi Or Togheci” (2013)
- „Gnchu” (2013)
- „Eli Lilit” (2013)
- „Elegia” (2013)
- „Qez Khabel Em” (2014)
- „Armenian Girl” (2014)
- „Indz Chspanes” (2014)
- „De El Mi” (2014)
- „Im Tiknikn Es” (2015)
- „Mexican” (2015)
- „Im Ser, Atum Em Qez” (2015)
- „Im Bajin Sere” (2016)
- „HETDIMO” (2016)
- „Hin Chanaparhov” (2016)
- „Avirel Es” (2017)
- „Balkan Song” (2018)
- „Bulgarian” (2018)